# Conamomum cylindrostachys
Amomum coriaceum là một loài thực vật có hoa trong họ Gừng. Loài này được Karl Moritz Schumann mô tả khoa học đầu tiên năm 1899 dưới danh pháp Alpinia cylindrostachys. Năm 1982, Rosemary Margaret Smith chuyển nó sang chi Amomum và đặt tổ hợp tên gọi mới là Amomum coriaceum, do danh pháp Amomum cylindrostachys đã được Henry Nicholas Riddley sử dụng từ năm 1912 để chỉ một loài khác (nay là Conamomum citrinum). Năm 2018, Jana Leong-Škorničková và Axel Dalberg Poulsen chuyển nó sang chi mới phục hồi là Conamomum và danh pháp mới của nó là Conamomum cylindrostachys.

## Phân bố
Loài này có trong khu vực Borneo (Sarawak).